# 1. Sport-Club Göttingen von 1905
Il 1. Sport-Club Göttingen von 1905, meglio conosciuto come 1.SC Göttingen 05, è una società di calcio tedesca, con sede a Gottinga, Bassa Sassonia.

## Storia
Il Göttingen fu fondato il 30 giugno 1905. Militò in più occasioni negli anni Trenta e Quaranta del XX secolo nella Gauliga Niedersachsen, senza mai riuscire ad accedere alla fase nazionale del massimo torneo calcistico tedesco.
Dal 1951 accedette alla Oberliga Nord, girone della massima serie tedesco-occidentale, giocandovi sino al 1958, anno della retrocessione nella serie cadetta. Negli anni successivi al termine della seconda guerra mondiale sviluppò una forte rivalità con l'Amburgo.
Dal 1964 al 1974 militò nella Fußball-Regionalliga, il campionato cadetto tedesco-occidentale, partecipando in alcune occasioni ai play-off per la promozione nella massima serie, sotto la guida dell'allenatore Fritz Rebell.
A partire dalla stagione 1974-1975 entrò a far parte della neonata 2. Fußball-Bundesliga, inserita nel girone nord. Retrocesse in terza serie al termine della 2. Fußball-Bundesliga 1976-1977.
Tornò a militare in cadetteria nella stagione 1980-1981, retrocedendo però immediatamente. Negli anni seguenti non riuscì più ad ottenere risultati di rilievo, militando nelle serie regionali dilettantistiche tedesche.
All'inizio degli anni 2000 la squadra si trovò in una tremenda crisi finanziaria e nel settembre 2003 dichiarò la bancarotta. Vennero però preservate le giovanili che poi nel 2005 andarono a fondersi con il RSV Geismar, divenendo il RSV Göttingen 05. Nel 2012 venne deciso lo scorporamento della società che cedette i diritti sportivi del comparto calcistico maschile, che andò a fondersi con il JFV Göttingen, alla neonata I. SC Göttingen 05, che nel 2022 ripristinò la storica dicitura 1. SC Göttingen 05.

## Statistiche e record

### Partecipazione ai campionati
| Livello | Categoria                                    | Partecipazioni | Debutto   | Ultima stagione | Totale |
| ------- | -------------------------------------------- | -------------- | --------- | --------------- | ------ |
| 1º      | Gauliga                                      | 7              | 1933-1934 | 1946-1947       | 17     |
| 1º      | Oberliga Nord                                | 10             | 1948-1949 | 1957-1958       | 17     |
| 2º      | Bezirksklasse / Landesliga / Amateuroberliga | 12             | 1934-1935 | 1963-1964       | 26     |
| 2º      | Regionalliga                                 | 10             | 1964-1965 | 1973-1974       | 26     |
| 2º      | 2. Bundesliga                                | 4              | 1974-1975 | 1980-1981       | 26     |
| 3º      | Oberliga Nord                                | 16             | 1977-1978 | 1993-1994       | 20     |
| 3º      | Regionalliga                                 | 4              | 1994-1995 | 1999-2000       | 20     |
| 4º      | Oberliga                                     | 5              | 1995-1996 | 2002-2003       | 5      |